# Stromatitica chrysanthes
Stromatitica chrysanthes är en fjärilsart som beskrevs av Edward Meyrick 1931. Stromatitica chrysanthes ingår i släktet Stromatitica och familjen fransmalar. Inga underarter finns listade i Catalogue of Life.